# Oligoarthritis
Unter einer Oligoarthritis (von altgriechisch ὀλίγος oligos – „wenige“) versteht man eine Arthritis, die in den ersten sechs Monaten der Erkrankung zwei bis vier Gelenke betrifft (oligoartikulär). Nach anderen Definitionen handelt es sich einfach um eine Entzündung mehrerer Gelenke oder um eine gleichzeitige Arthritis von zwei bis fünf Gelenken.
Das Krankheitsbild ist abzugrenzen von der Monarthritis (nur ein Gelenk) und der Polyarthritis (viele Gelenke); bei der Oligoarthritis sind wenige Gelenke befallen.

## Typen
- Anhaltende (persistierende) Oligoarthritis: Betrifft im Krankheitsverlauf nicht mehr als vier Gelenke
- Erweiterte Oligoarthritis: Betroffenheit von insgesamt mehr als vier Gelenken nach den ersten sechs Monaten der Erkrankung[5]

## Auftreten
Eine Oligoarthritis findet man vor allem bei
- der reaktiven Arthritis und bei
- seronegativen Spondylarthritiden, aber auch
- als Unterform bei der systemischen juvenilen idiopathischen Arthritis. Außerdem bei
- Gelenkentzündungen mit positivem Rheumafaktor, bei
- familiärer Psoriasis vulgaris, bei
- familiären HLA-B27-assoziierten Erkrankungen und bei
- HLA-DR4 assoziierten Autoimmunerkrankungen wie der Polychondritis.

## Leitlinie mit Definitionen
- Petty RE, Southwood TR, Manners P, et al.: International League of Associations for Rheumatology classification of juvenile idiopathic arthritis: second revision, Edmonton, 2001. In: J. Rheumatol. 31. Jahrgang, Nr. 2, Februar 2004, S. 390–2, PMID 14760812., PDF.